# Nationaal Park Jersey

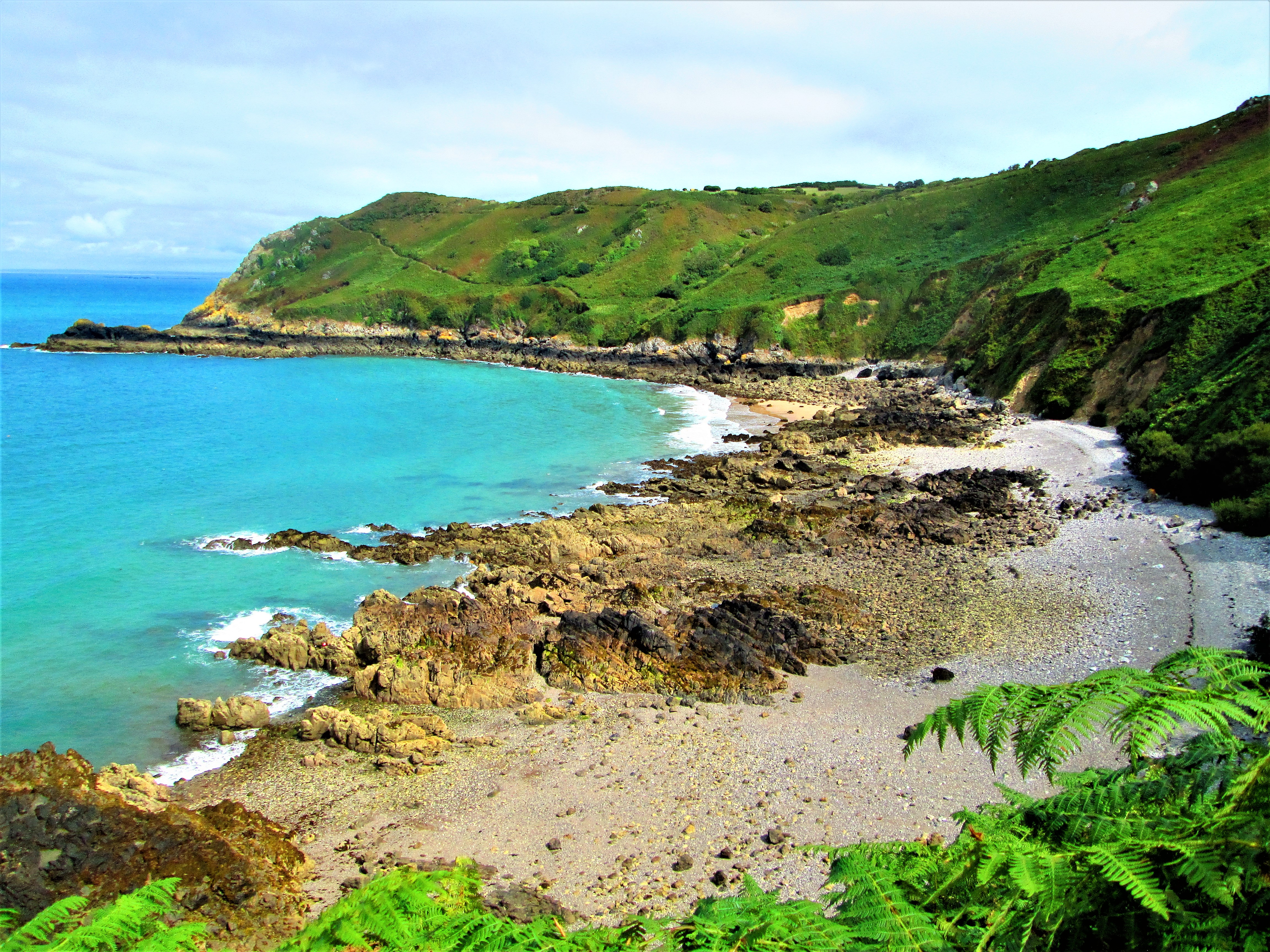
Bouley Bay, Nationaal Park Jersey

Nationaal Park Jersey (Engels: Jersey National Park) is een nationaal park op het Kanaaleiland Jersey. Het park werd opgericht in 2014 en beslaat 16 procent van het eiland (2145 hectare). Het park bestaat uit rotskusten en bosgebieden.
Op 4 oktober 2009 maakten 7000 inwoners van Jersey een menselijke ketting (een protestactie van de National Trust for Jersey) om te protesteren tegen ongebreidelde bouwwoede aan de kust. In 2011 keurden de Staten van Jersey de oprichting van het Nationaal Park Jersey goed; in juli 2014 werd het park opgericht. Binnen het park is de stedenbouwkundige ontwikkeling strikt beperkt.

## Afbeeldingen

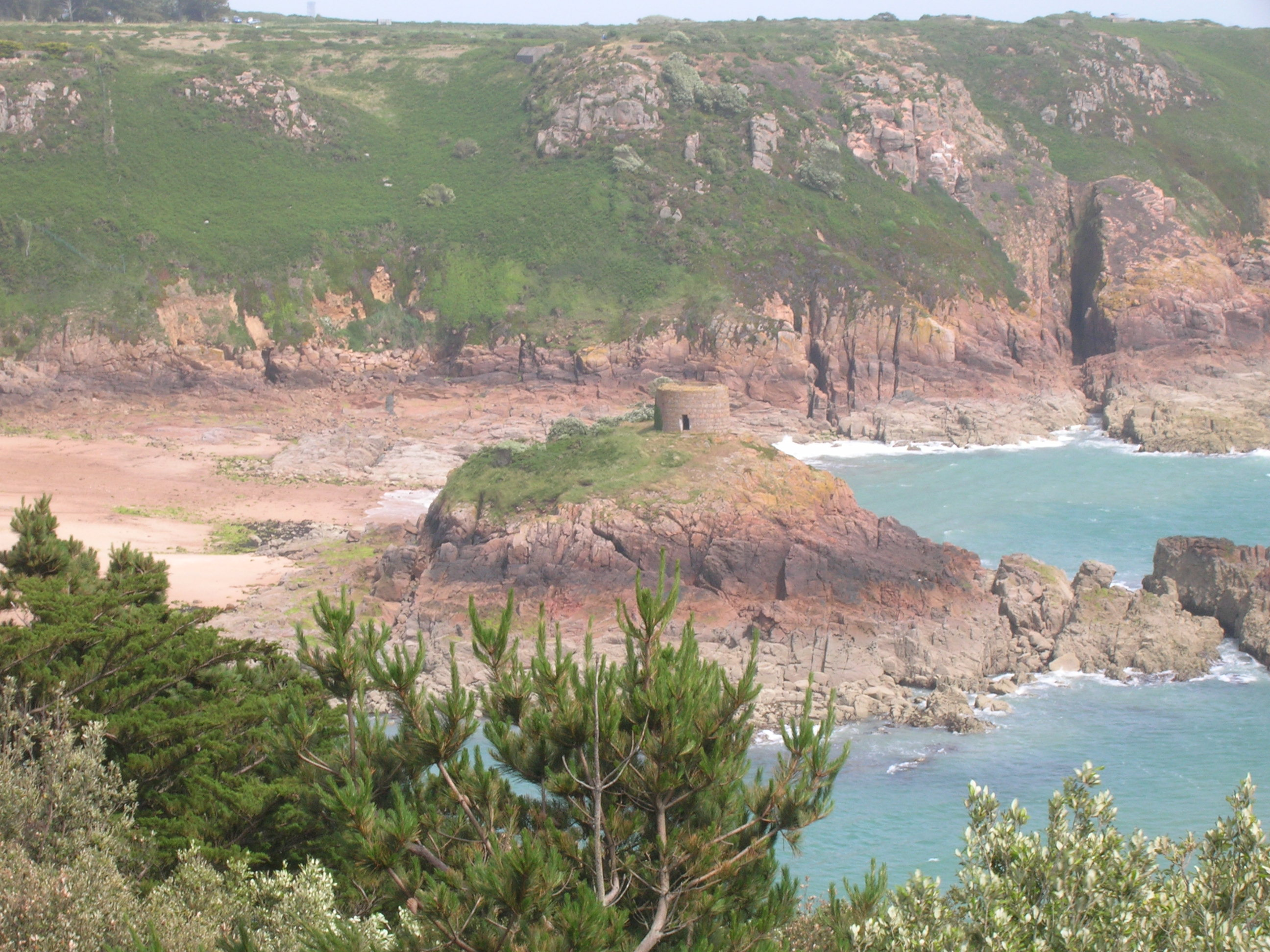
Portelet Tower
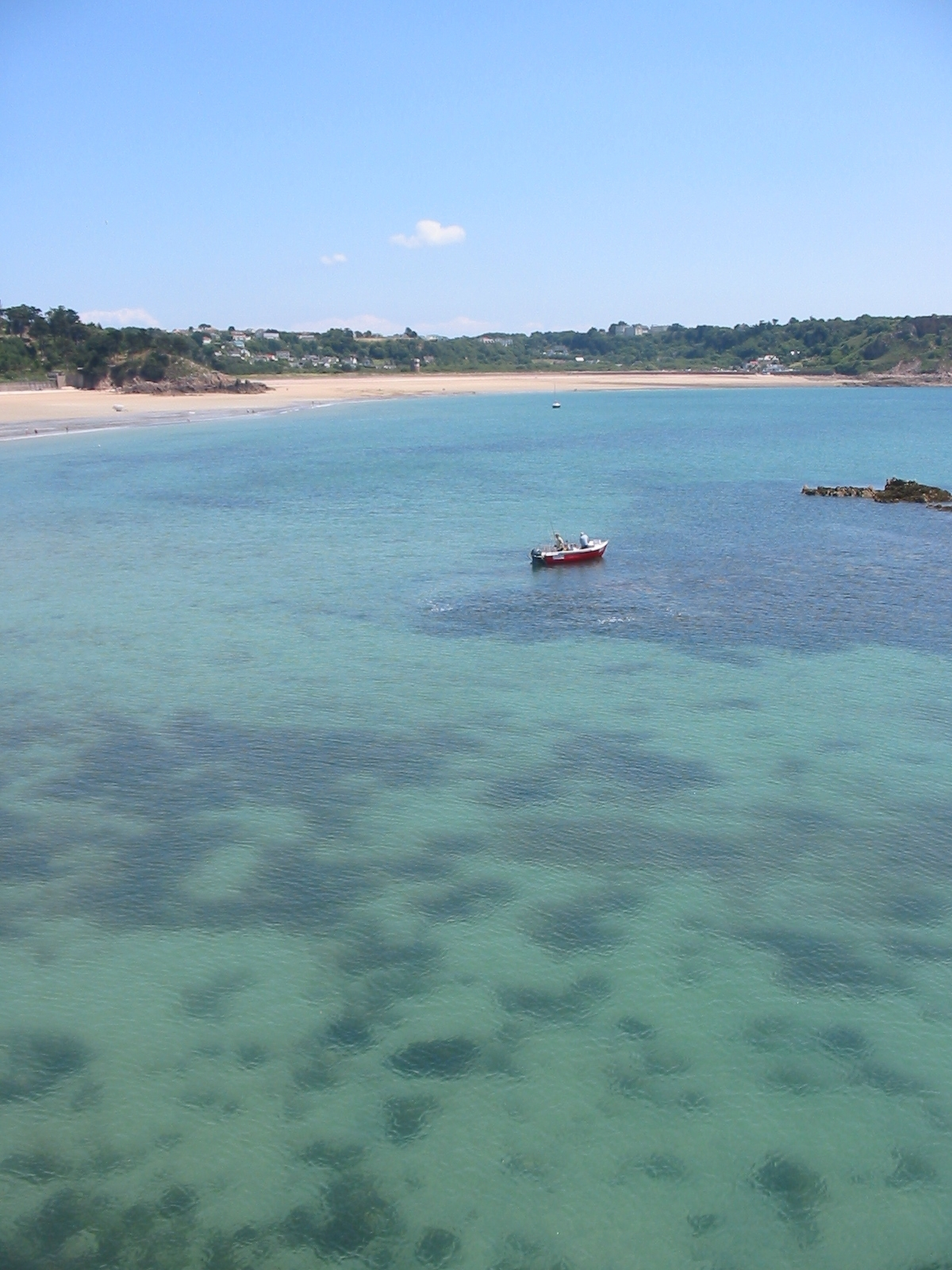
Ouaisné Bay
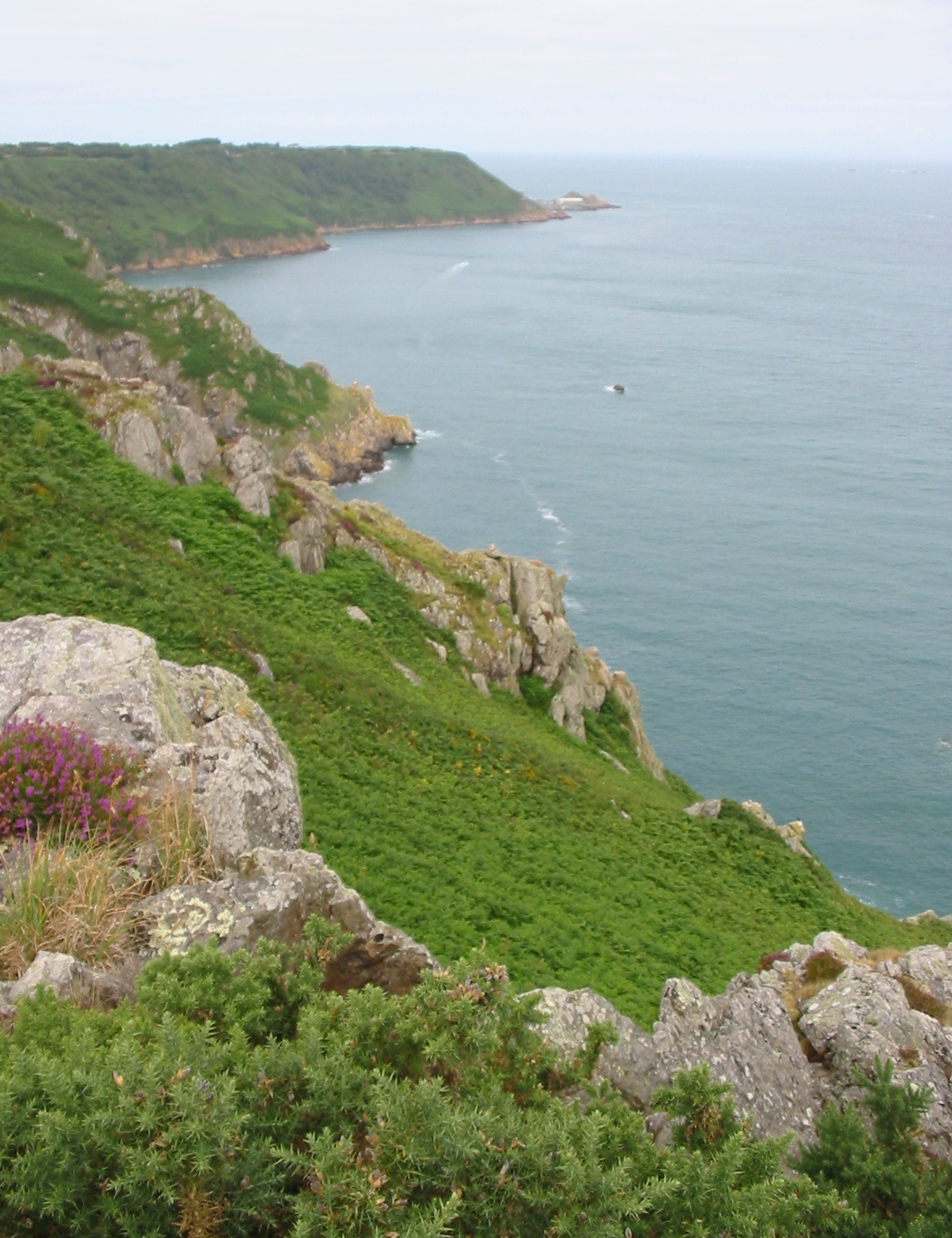
Tête de Frémont